# 2017 у медицині

## Річниці
- 60 років тому (1957) засновано Тернопільський державний медичний університет імені І. Я. Горбачевського;
- 20 років тому (1997)
  - 8 жовтня — засновано видавничо-поліграфічний комплекс «Укрмедкнига» Тернопільського державного медичного університету імені І. Я. Горбачевського;
  - 30 вересня вийшов перший номер обласної газети «Медична академія», яку видає Тернопільський державний медичний університет імені І. Я. Горбачевського.

## Події
- 17 травня — уперше в лабораторних умовах у Бостонському дитячому госпіталі вирощено стовбурові клітини крові людини[1][2].
- 12 червня дослідники Амстердамського вільного університеу виділи сім генів ризику безсоння[3].
- 2 серпня — у США вперше успішно видалили з ДНК людського ембріона ген з мутацією, який відповідає за розвиток захворювання[4][5].
- 28 вересня у Китаї вперше у світі провели операцію по редагуванню геному ембріона людини. Вчені використовували редагування азотистих основ, щоб вилікувати бета-талассемію.[6]
- Премію з фізіології або медицини присуджено американцям Джеффрі Голлу, Майклу Розбашу та Майклу Янгу за дослідження циркадних ритмів[7].
- 19 жовтня — Верховна Рада України прийняла закон № 6327 про державні фінансові гарантії надання медичних послуг та лікарських засобів, тобто ухвалила так звану медичну реформу[8].

## Померли
- 17 січня — Кундієв Юрій Ілліч, 89, український гігієніст, доктор медичних наук, заслужений діяч науки України.
- 5 квітня — Михайло Сятиня, 59, доктор фармацевтичних наук, Народний депутат України IV скликання.